# The Despatch Bearer; or, Through the Enemy's Lines
The Despatch Bearer; or, Through the Enemy's Lines je americký němý film z roku 1907. Režisérem je Albert E. Smith (1875–1958). Film měl premiéru 23. listopadu 1907.

## Děj
Žena nahradí svého zraněného milence na špionážní misi.